# Quinto Hortênsio Hórtalo
Quinto Hortênsio Hórtalo (c. 135 a.C. – 55 a.C.?; em latim: Quintus Hortensius Hortalus) foi um político da gente Hortênsia da República Romana eleito cônsul em 69 a.C. com Quinto Cecílio Metelo Crético. Foi um célebre orador, jurista e um expoente do chamado "estilo asiático" da oratória romana.

## Carreira advocatícia
Nascido em 114 a.C., oito anos antes de Cícero e no mesmo ano que Lúcio Licínio Crasso realizou seu famoso discurso sobre o caso da virgem vestal Licínia. Em 95 a.C., aos dezenove anos, realizou o seu primeiro discurso perante um tribunal, impressionando a todos com seu estilo, inclusive o próprio Crasso e Quinto Cévola, cônsules daquele ano, e respectivamente um grande orador e um grande jurista. Por causa disto, acabou sendo contratado por Nicomedes IV, do Reino da Bitínia, aliado de Roma no oriente, quando seu irmão tomou-lhe o trono. A habilidade de Hortênsio Hórtalo garantiu que ele fosse restaurado em 89 a.C. Graças a este caso, sua reputação como jurista aumentou enormemente. Era casado com Lutácia, a filha de Quinto Lutácio Cátulo, cônsul em 102 a.C., e, portanto, estava muito ligado aos senadores mais conservadores, chamados optimates.
Durante a Guerra Social, atuou como militar em duas campanhas (91-90 a.C.). Na primeira, como legionário sob o comando de Pompeu e, na segunda, como tribuno militar. Em 86 a.C., Hórtalo defendeu o jovem Pompeu, acusado de ter se apoderado de parte do butim amealhado em Ásculo Piceno durante a guerra. Participou ainda da Primeira Guerra Mitridática servindo com Sula e destacando-se na Batalha de Queroneia.
Depois que Sula alcançou a ditadura, ele decretou que o que o Senado deveria assumir o controle dos tribunais e, para isto, aprovou que todos os membros do júri deveriam ser senadores (até então, eram equestres). Esta constituição sulana diminuiu muito a reputação de Hórtalo, já que muitos acreditavam que ele devia seu sucesso ao ditador. Nesta época, muitos de seus clientes eram governadores provinciais acusados de corrupção que quase sempre acabavam sendo absolvidos por causada da parcialidade dos tribunais. Cícero o acusou de subornar juízes justamente para este fim.

## Carreira política
Hórtalo foi eleito questor em 81 a.C. e o próprio Cícero testemunha a integridade de sua gestão dos fundos sob sua responsabilidade. Pouco depois, defendeu Marco Canuleio. Depois, defendeu Cneu Dolabela quando ele foi acusado por Marco Emílio Escauro de extorsão na Cilícia e um outro Cneu Cornélio Dolabela, acusado por Júlio César, por delitos cometidos na Macedônia.
Em seguida, assumiu o posto de edil curul em 75 a.C. e os jogos e espetáculos que realizou foram lembrados por muitos anos. Os custos foram bancados por empréstimos tomados junto a clientes que havia defendido.
Foi eleito pretor em 72 a.C. e cônsul em 69 a.C. com Quinto Cecílio Metelo Caprário Crético. Um ano antes, enfrentou e foi derrotado por Cícero nos tribunais no caso de Caio Verres. No ano seguinte ao seu consulado, recebeu a província de Creta, à qual renunciou em favor do colega.

## Anos finais
O julgamento de Verres aumentou a fama de Cícero e eclipsou a de Hortênsio, principalmente por Verres, que era protegido dos optimates, já não dispunha das mesmas vantagens de antes, especialmente depois que, em 70 a.C., os cônsules Pompeu e Crasso introduziram algumas reformas. Particularmente danosa foi a Lex Aemilia, que transferia o julgamento dos crimes de concussão (em latim: De Repetundis) dos senadores para um grupo formado por senadores, equestres e tribunos erários, o que acabou com a forte influência que Hortênsio ainda exercia sobre seus colegas.
Depois de seu consulado, dedicou-se a lutar contra a ascensão de Pompeu, defendendo sempre os optimates. Se opôs à Lex Gabinia, que entregava o comando de todas as forças do Mediterrâneo a Pompeu em sua luta contra os piratas (67 a.C.), e à Lex Manilia, que lhe entregava a guerra contra Mitrídates VI (66 a.C).
Em 63 a.C., Cícero gravitou para o mesmo grupo político de Hortênsio e os dois começaram a aceitar os mesmos casos e, em todas as ocasiões, Hortênsio reconheceu a superioridade de seu rival e lhe permitiu que sempre falasse por último, uma forma de reconhecimento. Hortênsio participou do julgamento de Públio Clódio Pulcro por sua ofensa contra a Bona Dea e apoiou uma emenda que permitiu que ele fosse julgado por uma corte ordinária e não por um tribunal selecionado pelo pretor urbano, um movimento que Cícero considerou como a causa principal da absolvição de Clódio. Quando Pompeu retornou a Roma depois de derrotar Mitrídates VI (61 a.C.), Hortênsio reduziu suas próprias aparições públicas e manteve sua presença apenas nos tribunais.
Em 56 a.C., Hortênsio casou-se com Márcia, a filha de Lúcio Márcio Filipo, cônsul daquele ano, que estava, na época, casada com Catão, o Jovem, com a permissão dos dois. Em 50 a.C., evitou que Ápio Cláudio Pulcro, acusado por Cneu Cornélio Dolabela de traição, fosse preso. Morreu no mesmo ano em Roma.

## Legado e influência
Todos os discursos de Hortênsio se perderam. Cícero escreveu que sua oratória continuava o chamado "estilo asiático", uma classe muito vistosa da retórica cuja beleza era principalmente a forma e a estrutura, melhor para ouvir do que para ler. Dotado de uma prodigiosa memória, era capaz de lembrar tudo o que seu adversário havia lhe dito. Todas as suas ações eram premeditadas e inclusive as suas roupas se pareciam com as utilizadas pelos teatro dramático da época. Cícero afirmou que ele tinha uma voz "melodiosa" e era capaz de modulá-la com grande habilidade. Ele dedicou a ele uma obra, hoje perdida ("Hortênsio"), lembrada por ter despertado no jovem Santo Agostinho o interesse pela filosofia, e o elogiou em "Bruto".
Era um homem muito rico, mas acabou se arruinando na compra de villas, parques e outros entretenimentos caríssimos. Um dos epicuristas mais importantes de sua época, era célebre por suas compras de vinhos e obras de arte. Escreveu um tratado sobre oratória, poemas eróticos e os "Anales", motivo de sua reputação como historiador.

## Família
De sua primeira esposa, Lutácia, filha de Quinto Lutácio Cátulo, teve um filho homônimo, amigo do poeta Cátulo. Em 44 a.C., ele recebeu o governo da Macedônia de Júlio César, mas depois mudou para o lado de Bruto e acabar morto no desastre da Batalha de Filipos (42 a.C.).
Em 56 a.C., conta Cícero que Hortênsio admirava Catão, o Jovem, "tanto que queria que fossem parentes e não apenas amigos" e pediu a mão da filha de Catão, Pórcia Catão, que tinha apenas 20 anos de idade, em casamento. Como ela já estava casada com Marco Calpúrnio Bíbulo e já havia lhe dado dois filhos, Catão não quis dissolver o casamento. Ao invés disto, ele ofereceu-lhe sua própria esposa, Márcia, na condição de que o pai dela, Lúcio Márcio Filipo também aprovasse. O consentimento foi obtido e Catão se divorciou de Márcia, devolvendo-a ao pai. Hortênsio imediatamente se casou com ela, que lhe deu um filho. Depois da morte de Hortênsio (50 a.C.), ela herdou "cada sestércio de seu espólio", o que provocou alguma escândalo, principalmente por que ela voltou a se casar com Catão depois disto, fazendo dele um homem muito rico. Sua filha, Hortênsia, foi também uma célebre oradora, destacando-se em 42 a.C., quando se pronunciou contra a imposição de um imposto especial às matronas mais ricas e conseguiu modificá-la.